# South Bend (Indiana)
South Bend és una població dels Estats Units a l'estat d'Indiana. Segons el cens del 2000 tenia 107.789 habitants.

## Demografia
Segons el cens del 2000, South Bend tenia 107.789 habitants, 42.908 habitatges, i 25.959 famílies. La densitat de població era de 1.075,9 habitants/km².
Dels 42.908 habitatges en un 30,5% hi vivien nens de menys de 18 anys, en un 39% hi vivien parelles casades, en un 17% dones solteres, i en un 39,5% no eren unitats familiars. En el 32,5% dels habitatges hi vivien persones soles el 12,7% de les quals corresponia a persones de 65 anys o més que vivien soles. El nombre mitjà de persones vivint en cada habitatge era de 2,45 i el nombre mitjà de persones que vivien en cada família era de 3,12.
Per edats la població es repartia de la següent manera: un 27,3% tenia menys de 18 anys, un 10,4% entre 18 i 24, un 29,3% entre 25 i 44, un 18,2% de 45 a 60 i un 14,8% 65 anys o més.
L'edat mediana era de 33 anys. Per cada 100 dones de 18 o més anys hi havia 86,7 homes.
La renda mediana per habitatge era de 32.439$ i la renda mediana per família de 39.046$. Els homes tenien una renda mediana de 31.958$ mentre que les dones 23.744$. La renda per capita de la població era de 17.121$. Entorn del 13,6% de les famílies i el 16,7% de la població estaven per davall del llindar de pobresa.

## Poblacions més properes
El següent diagrama mostra les poblacions més properes.

## Fills il·lustres
- Eric Frank Wieschaus (1947-) Premi Nobel de Medicina o Fisiologia de l'any 1995.